# Полісся (готель)
Готель Полісся  — один з покинутих будинків у місті Прип'яті, (радіоактивно забруднений Чорнобильською катастрофою). 
Збудований у середині 1970-их для гостей і відвідувачів ЧАЕС. Сучасний стан — покинуте приміщення, яке поволі руйнується (на 2013 рік). Готель є у грі Call of Duty 4: Modern Warfare, S.T.A.L.K.E.R. - Shadow of Chernobyl.

## Галерея

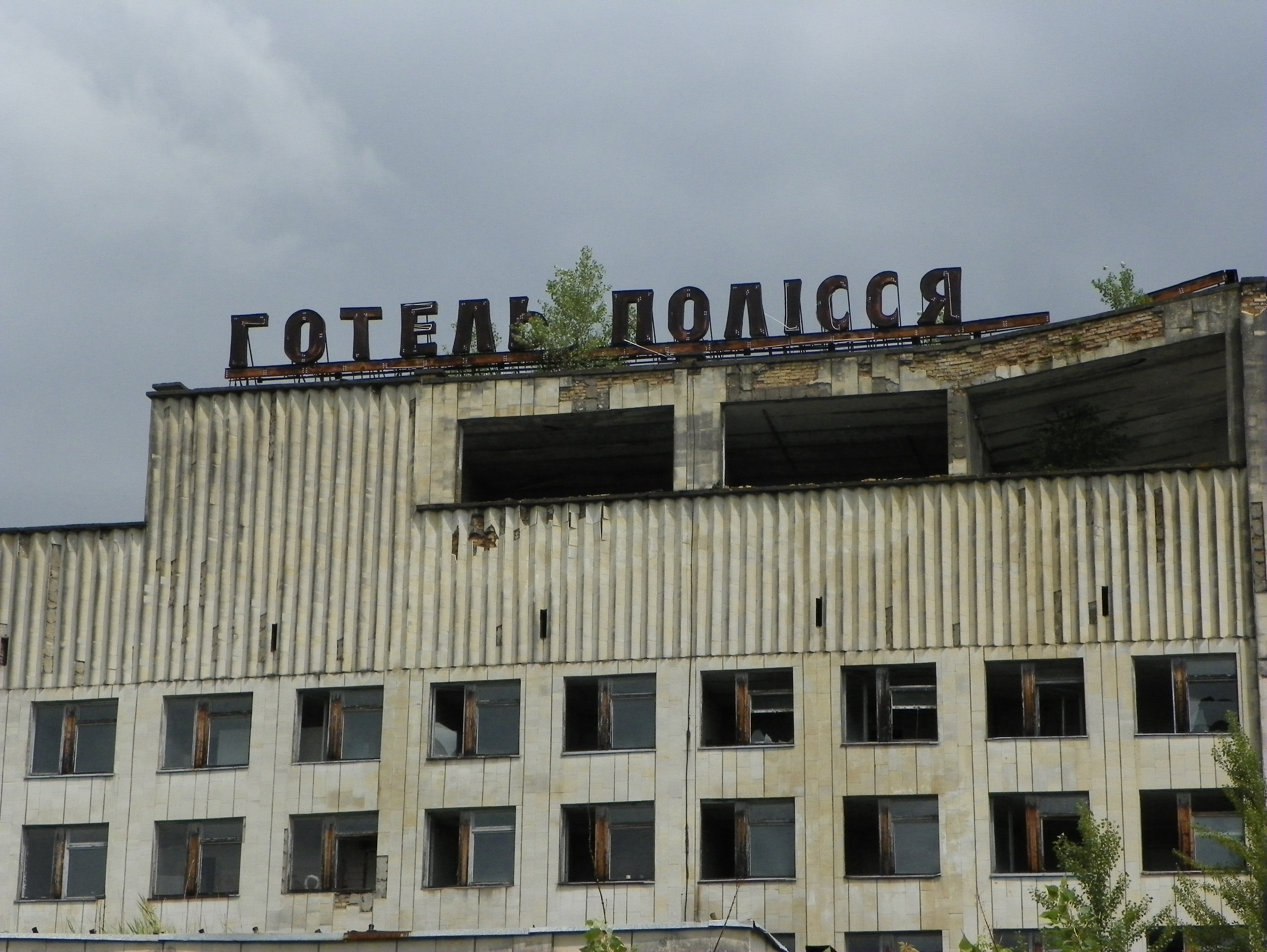
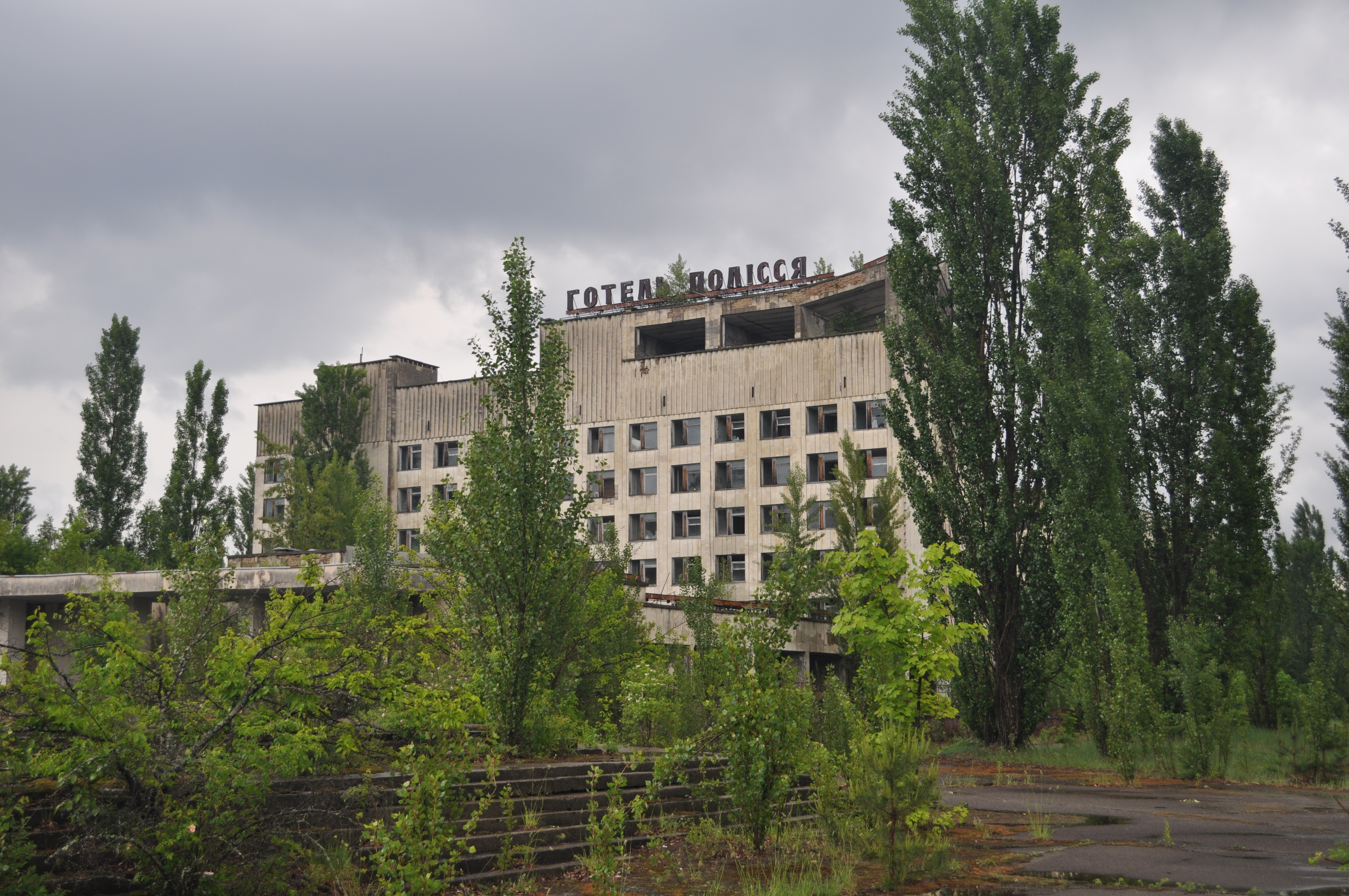
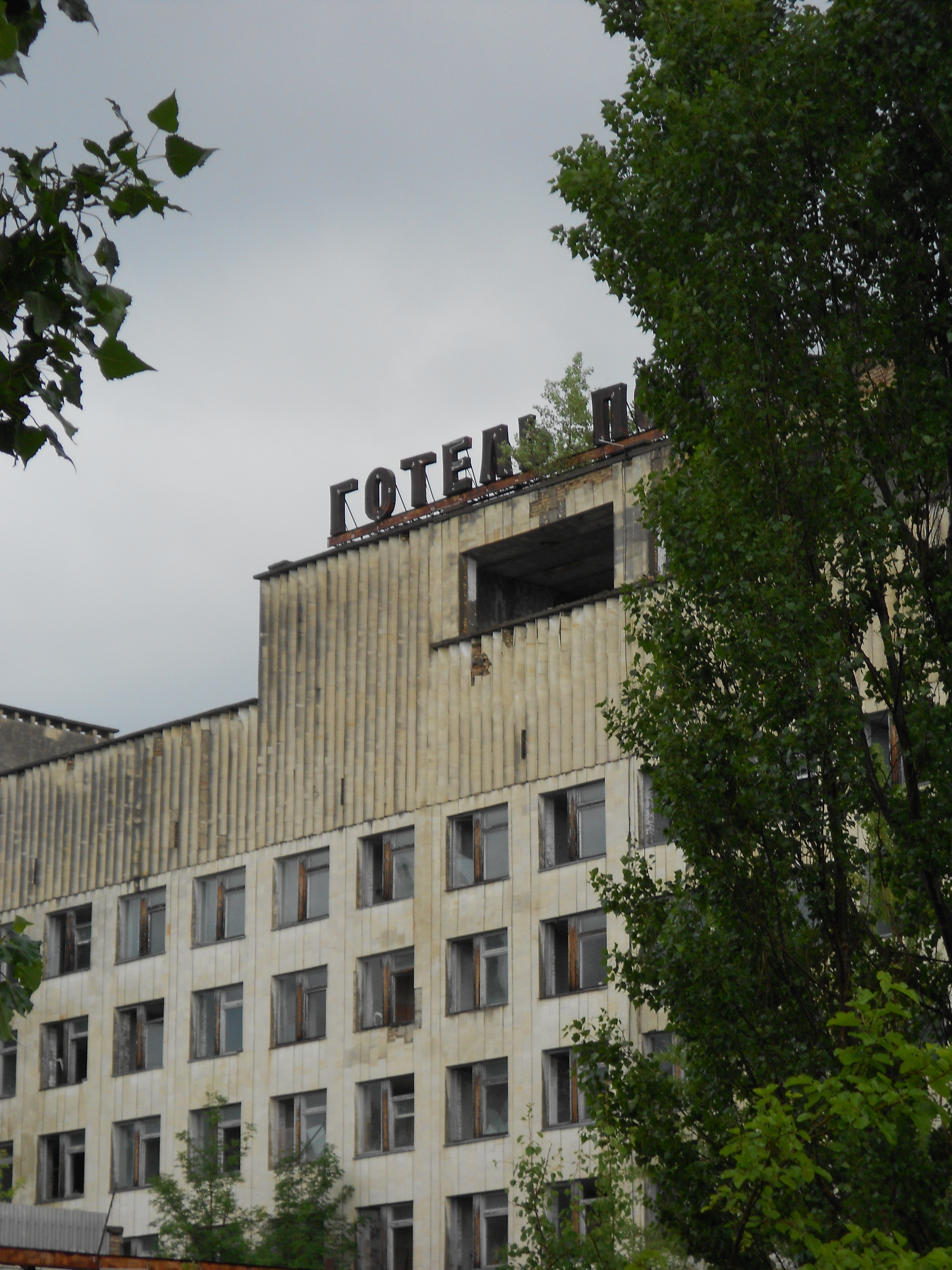
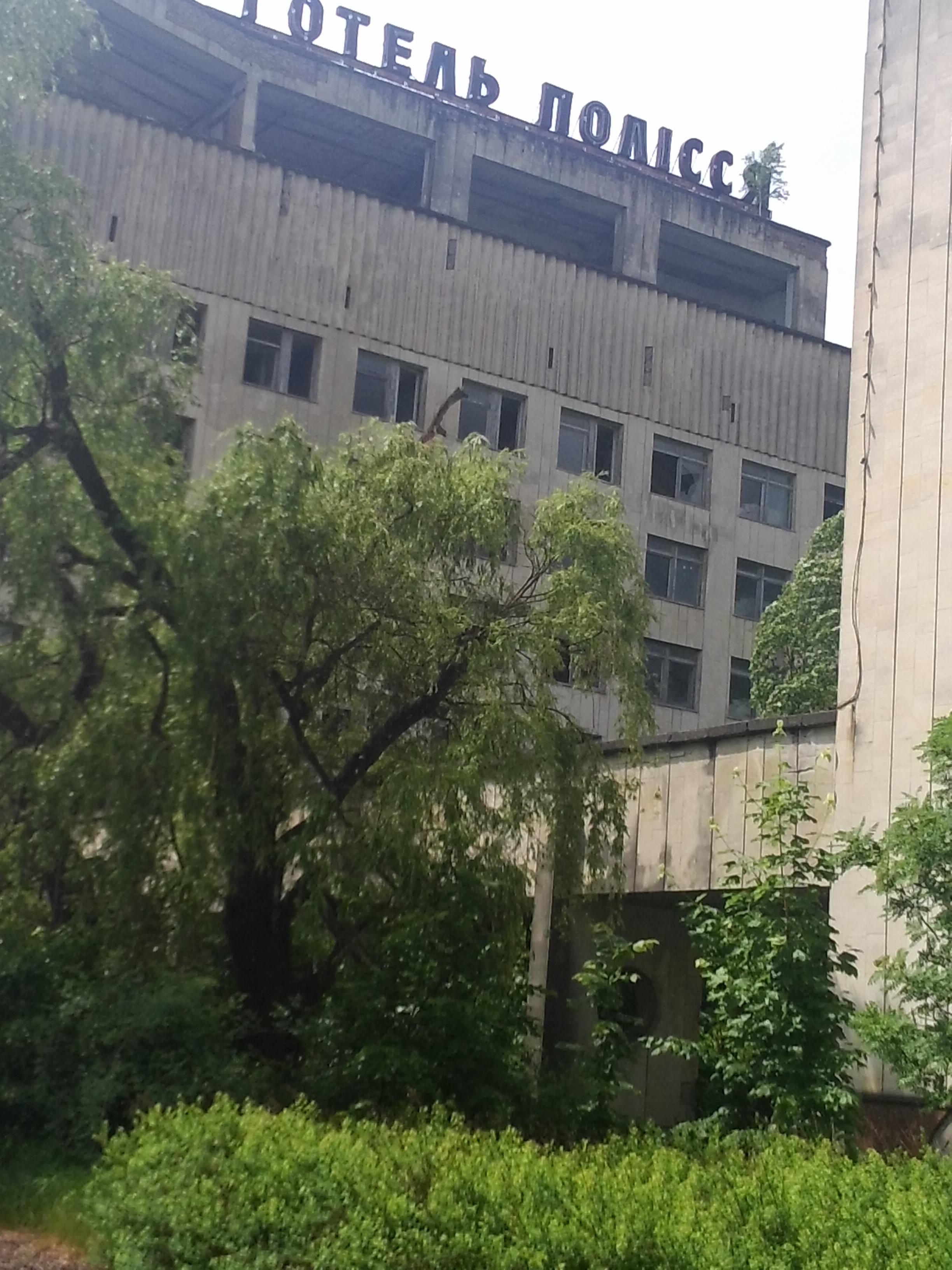
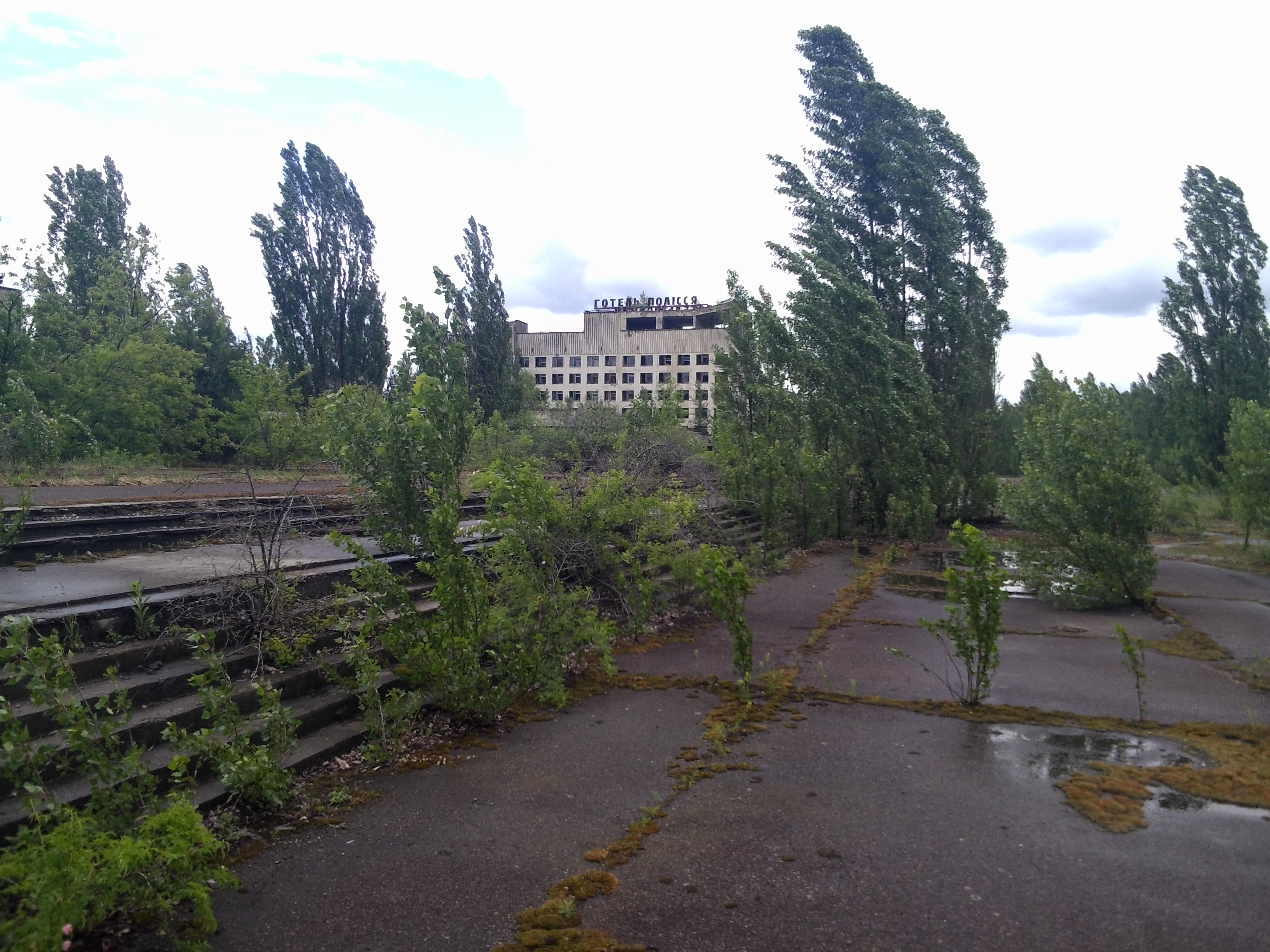
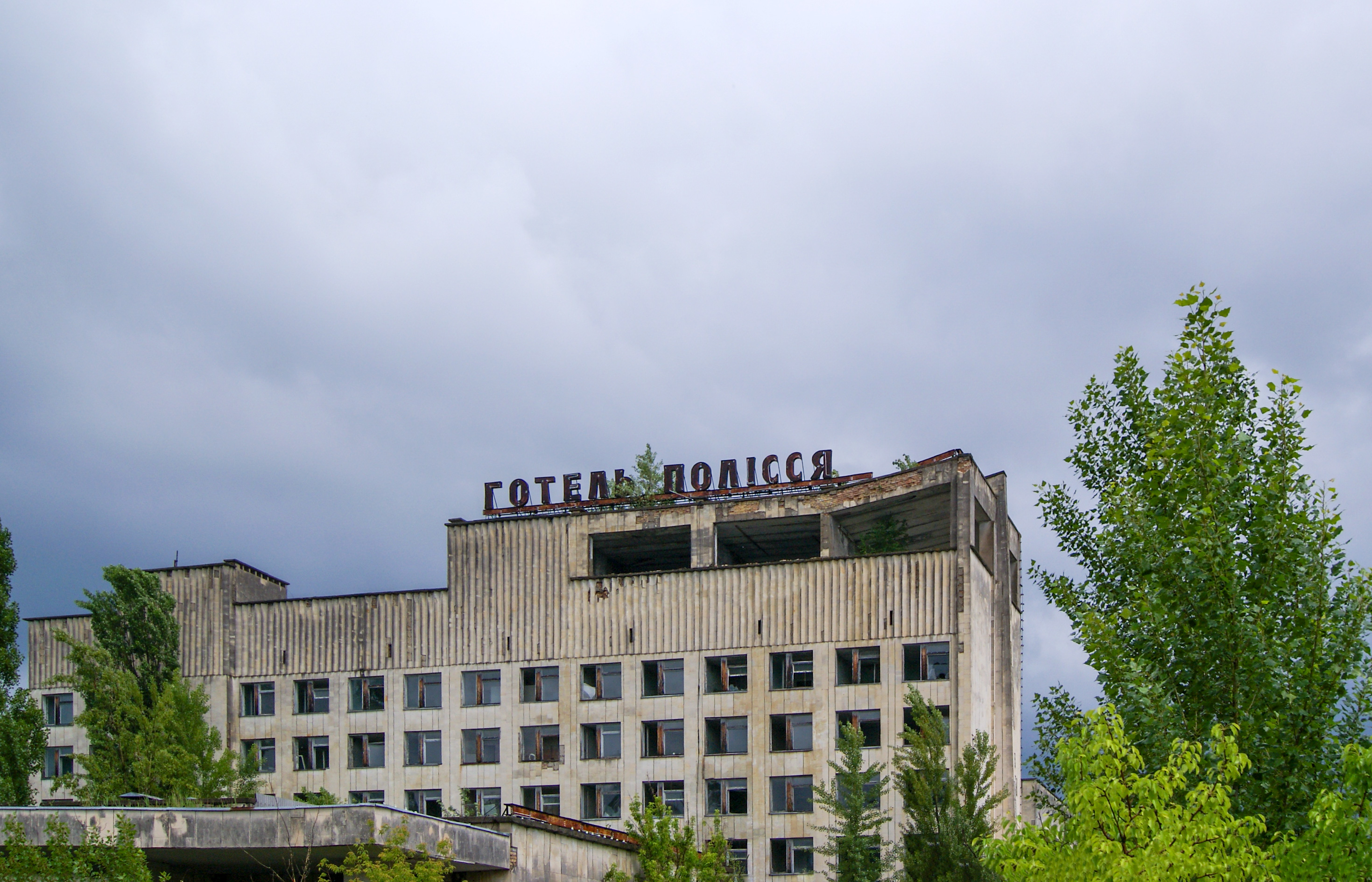